# Équipe de Belgique de football à la Coupe du monde 1982
Cet article relate le parcours de l'Équipe de Belgique de football lors de la Coupe du monde de football de 1982 organisée en Espagne du 13 juin au 11 juillet 1982.

## Effectif
| Numéro / Nom       | Numéro / Nom            | Club               | Date de naissance | J.              | Buts            |                 |                 |                 |
| Gardiens de but    | Gardiens de but         | Gardiens de but    | Gardiens de but   | Gardiens de but | Gardiens de but | Gardiens de but | Gardiens de but | Gardiens de but |
| ------------------ | ----------------------- | ------------------ | ----------------- | --------------- | --------------- | --------------- | --------------- | --------------- |
| 1                  | Jean-Marie Pfaff        | KSK Beveren        | 04.12.1953        | 3               | 0               | 1               | 0               | 0               |
| 12                 | Theo Custers            | Espanyol Barcelone | 10.08.1950        | 1               | 0               | 0               | 0               | 0               |
| 22                 | Jacky Munaron           | RSC Anderlecht     | 08.12.1956        | 1               | 0               | 0               | 0               | 0               |
| Défenseurs         |                         |                    |                   |                 |                 |                 |                 |                 |
| 2                  | Éric Gerets             | Standard de Liège  | 18.05.1954        | 3               | 0               | 0               | 0               | 0               |
| 3                  | Luc Millecamps          | SV Waregem         | 10.10.1951        | 5               | 0               | 1               | 0               | 0               |
| 4                  | Walter Meeuws           | Standard de Liège  | 11.07.1951        | 4               | 0               | 1               | 0               | 0               |
| 5                  | Michel Renquin          | RSC Anderlecht     | 03.11.1955        | 2               | 0               | 0               | 0               | 0               |
| 13                 | François Van Der Elst   | West Ham           | 01.12.1954        | 2               | 0               | 0               | 0               | 0               |
| 14                 | Marc Baecke             | KSK Beveren        | 24.07.1956        | 4               | 0               | 0               | 0               | 0               |
| 15                 | Maurice De Schrijver    | KSC Lokeren        | 26.06.1951        | 2               | 0               | 0               | 0               | 0               |
| 16                 | Gérard Plessers         | Standard de Liège  | 30.03.1959        | 2               | 0               | 0               | 0               | 0               |
| Milieux de terrain |                         |                    |                   |                 |                 |                 |                 |                 |
| 6                  | Franky Vercauteren      | RSC Anderlecht     | 28.10.1956        | 5               | 0               | 0               | 0               | 0               |
| 7                  | Jos Daerden             | Standard de Liège  | 26.11.1954        | 0               | 0               | 0               | 0               | 0               |
| 8                  | Wilfried Van Moer       | KSK Beveren        | 01.03.1945        | 3               | 0               | 0               | 0               | 0               |
| 10                 | Ludo Coeck              | RSC Anderlecht     | 25.09.1955        | 5               | 1               | 0               | 0               | 0               |
| 17                 | René Verheyen           | KSC Lokeren        | 21.03.1952        | 1               | 0               | 0               | 0               | 0               |
| 19                 | Marc Millecamps         | SV Waregem         | 09.10.1950        | 1               | 0               | 0               | 0               | 0               |
| 20                 | Guy Vandersmissen       | Standard de Liège  | 25.12.1957        | 4               | 0               | 0               | 0               | 0               |
| Attaquants         |                         |                    |                   |                 |                 |                 |                 |                 |
| 9                  | Erwin Vandenbergh       | Lierse SK          | 26.01.1959        | 5               | 1               | 0               | 0               | 0               |
| 11                 | Jan Ceulemans           | FC Bruges          | 28.02.1957        | 5               | 0               | 0               | 0               | 0               |
| 18                 | Raymond Mommens         | KSC Lokeren        | 27.12.1958        | 0               | 0               | 0               | 0               | 0               |
| 21                 | Alexandre Czerniatynski | Royal Antwerp FC   | 28.07.1960        | 5               | 1               | 0               | 0               | 0               |
| Sélectionneur      |                         |                    |                   |                 |                 |                 |                 |                 |
|                    | Guy Thys                |                    | 06.12.1922        |                 |                 |                 |                 |                 |

## Qualification

### Groupe 2
| Rang | Équipe               | Pts | J | G | N | P | Bp | Bc | Diff |  | Résultats (▼ dom., ► ext.) |     |     |     |     |     |
| ---- | -------------------- | --- | - | - | - | - | -- | -- | ---- |  | -------------------------- | --- | --- | --- | --- | --- |
| 1    | Belgique             | 11  | 8 | 5 | 1 | 2 | 12 | 9  | +3   |  | Belgique                   |     | 2-0 | 1-0 | 1-0 | 3-2 |
| 2    | France               | 10  | 8 | 5 | 0 | 3 | 20 | 8  | +12  |  | France                     | 3-2 |     | 2-0 | 2-0 | 4-0 |
| 3    | République d'Irlande | 10  | 8 | 4 | 2 | 2 | 17 | 11 | +6   |  | République d'Irlande       | 1-1 | 3-2 |     | 2-1 | 6-0 |
| 4    | Pays-Bas             | 9   | 8 | 4 | 1 | 3 | 11 | 7  | +4   |  | Pays-Bas                   | 3-0 | 1-0 | 2-2 |     | 3-0 |
| 5    | Chypre               | 0   | 8 | 0 | 0 | 8 | 4  | 29 | -25  |  | Chypre                     | 0-2 | 0-7 | 2-3 | 0-1 |     |

## Matchs de préparation
| Date             | Ville      | Équipe 1 | Équipe 2 | Résultat |
| 16 décembre 1981 | Valence    | Espagne  | Belgique | 2 - 0    |
| 24 mars 1982     | Bruxelles  | Belgique | Roumanie | 4 - 1    |
| 28 avril 1982    | Bruxelles  | Belgique | Bulgarie | 2 - 1    |
| 27 mai 1982      | Copenhague | Danemark | Belgique | 1 - 0    |

## Phase finale

### Premier tour

#### Groupe 3
Le champion du monde sortant, l'Argentine, est défait par les Belges 1-0. La Belgique battra ensuite le Salvador puis fera match nul contre la Hongrie. Résultat : Belges et Argentins se qualifient dans cet ordre.
| Classement final |           |     |   |   |   |   |    |    |      |
|                  | Équipe    | Pts | J | G | N | P | BP | BC | Diff |
| 1                | Belgique  | 5   | 3 | 2 | 1 | 0 | 3  | 1  | +2   |
| 2                | Argentine | 4   | 3 | 2 | 0 | 1 | 6  | 2  | +4   |
| 3                | Hongrie   | 3   | 3 | 1 | 1 | 1 | 12 | 6  | +6   |
| 4                | Salvador  | 0   | 3 | 0 | 0 | 3 | 1  | 13 | -12  |

| 13 juin | Belgique  | 1  | 0 | Argentine |
| 15 juin | Hongrie   | 10 | 1 | Salvador  |
| 18 juin | Argentine | 4  | 1 | Hongrie   |
| 19 juin | Belgique  | 1  | 0 | Salvador  |
| 22 juin | Belgique  | 1  | 1 | Hongrie   |
| 23 juin | Argentine | 2  | 0 | Salvador  |

| Match d'ouverture                                | Argentine | 0 – 1 | Belgique        | Camp Nou, Barcelone                               |                                                   |
| 13 juin 1982 · 20:00 · Historique des rencontres |           |       | Vandenbergh 62e | Spectateurs : 95 500 Arbitrage : Vojtěch Christov | Spectateurs : 95 500 Arbitrage : Vojtěch Christov |
| 13 juin 1982 · 20:00 · Historique des rencontres | Rapport   |       |                 | Spectateurs : 95 500 Arbitrage : Vojtěch Christov | Spectateurs : 95 500 Arbitrage : Vojtěch Christov |

| 19 juin 1982                      | Belgique  | 1 – 0 | Salvador | Stade Martínez-Valero, Elche                     |                                                  |
| 21:15 · Historique des rencontres | Coeck 19e |       |          | Spectateurs : 15 000 Arbitrage : Malcolm Moffatt | Spectateurs : 15 000 Arbitrage : Malcolm Moffatt |
| 21:15 · Historique des rencontres | Rapport   |       |          | Spectateurs : 15 000 Arbitrage : Malcolm Moffatt | Spectateurs : 15 000 Arbitrage : Malcolm Moffatt |

| 22 juin 1982                      | Belgique          | 1 – 1 | Hongrie   | Stade Martínez-Valero, Elche                 |                                              |
| 21:15 · Historique des rencontres | Czerniatynski 76e |       | Varga 27e | Spectateurs : 37 000 Arbitrage : Clive White | Spectateurs : 37 000 Arbitrage : Clive White |
| 21:15 · Historique des rencontres | Rapport           |       |           | Spectateurs : 37 000 Arbitrage : Clive White | Spectateurs : 37 000 Arbitrage : Clive White |

### Second tour
Le second tour, qui se déroule par poules de 3, donne lieu à des calculs (démotivation de la Belgique lors de leur second match...). Cette formule ne donne pas satisfaction et sera abandonnée dès 1986 au profit de matchs à élimination directe.

#### Groupe A
Avec deux défaites, la Belgique est éliminée. La Pologne fait match nul contre l'URSS mais se qualifie car elle a inscrit plus de buts.
| Classement final |                  |     |   |   |   |   |    |    |    |
|                  | Équipe           | Pts | J | G | N | P | Bp | Bc | GA |
| 1                | Pologne          | 3   | 2 | 1 | 1 | 0 | 3  | 0  | +3 |
| 2                | Union soviétique | 3   | 2 | 1 | 1 | 0 | 1  | 0  | +1 |
| 3                | Belgique         | 0   | 2 | 0 | 0 | 2 | 0  | 4  | -4 |

| 28 juin     | Pologne  | 3 | 0 | Belgique         |
| 1er juillet | Belgique | 0 | 1 | Union soviétique |
| 4 juillet   | Pologne  | 0 | 0 | Union soviétique |

| 28 juin 1982                      | Pologne           | 3 – 0 | Belgique | Camp Nou, Barcelone                                 |                                                     |
| 21:15 · Historique des rencontres | Boniek 4e 26e 53e |       |          | Spectateurs : 65 000 Arbitrage : Luis Paulino Siles | Spectateurs : 65 000 Arbitrage : Luis Paulino Siles |
| 21:15 · Historique des rencontres | Rapport           |       |          | Spectateurs : 65 000 Arbitrage : Luis Paulino Siles | Spectateurs : 65 000 Arbitrage : Luis Paulino Siles |

| 1er juillet 1982                  | Belgique | 0 – 1 | Union soviétique | Camp Nou, Barcelone                             |                                                 |
| 21:15 · Historique des rencontres |          |       | Oganesian 48e    | Spectateurs : 45 000 Arbitrage : Michel Vautrot | Spectateurs : 45 000 Arbitrage : Michel Vautrot |
| 21:15 · Historique des rencontres | Rapport  |       |                  | Spectateurs : 45 000 Arbitrage : Michel Vautrot | Spectateurs : 45 000 Arbitrage : Michel Vautrot |

## Source
- GULDEMONT, Henry. 100 ans de football en Belgique: 1895-1995, Union royale belge des sociétés de football association / Henry Guldemont, Bob Deps. - Bruxelles : Vif éd., 1995. - 1 vol. (312 p.) : ill. en noir et en coul., couv. ill. en coul. ; 31 cm.  (ISBN 90-5466-151-8) (rel.).
- HUBERT, Christian. De Montevideo à Orlando / Christian Hubert. - Bruxelles : Labor, 1994. - 215 p. : ill., couv. ill. en coul. ; 22 cm. Titre de couv. et de dos : "Les Diables rouges : de Montevideo à Orlando".  (ISBN 2-8040-1009-0).
- (nl + fr + de + en) Site de l'URBSFA : actualité de l'équipe de Belgique
- (fr + de + en + es) L'équipe de Belgique sur le site de la FIFA: infos et statistiques